# شهرداری تالسی
شهرداری تالسی (به لاتین: Talsi Municipality) یک شهرداری در لتونی است. شهرداری تالسی ۳۴٬۸۷۱ نفر جمعیت دارد.